# Speckbronn
Speckbronn est un écart de la commune française de Soucht, dans le département de la Moselle.
Il est presque traversé par la frontière entre les départements de la Moselle et du Bas-Rhin.

## Localisation
Situé dans un vallon entre Bas-Rhin et Moselle, entre l'Alsace bossue et le pays de Bitche, l'écart de Speckbronn s'étire le long de la route qui relie Soucht à Montbronn. Il se trouve au confluent entre le ruisseau qui porte son nom et le Muehlgraben. C'est aussi à proximité de l'écart que se trouvait autrefois les frontières séparant le comté de Sarrewerden au nord-ouest (Katzenkopf), la seigneurie de Diemeringen au sud-ouest, le comté de la Petite-Pierre au sud (Kreitzerkopf), et le comté de Bitche à l'est (Kleeberg).

## Toponymie

### Speckbronn
- Anciennes mentions : La scierie de Specbronn (1771)[3] ; Speckbronn (1817)[4].
- Le nom de Speckbronn se rapporte à une « fontaine installée sur des terres grasses »[5].

### Lieux-dits
- Katzenkopf, Kleeberg et Kreitzerkopf[1], les trois monts qui encadrent Speckbronn.
- Muehlgraben, le ruisseau qui vient de Saint-Louis et qui se dirige vers Diemeringen, où il rejoint l'Eichel[6].
- Speckbronnbach, le ruisseau qui vient de Soucht et qui se jette dans le ruisseau précédent au Speckbronn[7].
- Obere et Untere Spitzmatt, champs et vallées respectivement au sud-est et au sud de Speckbronn[8].

## Histoire
Speckbronn est fondé en 1485, lorsque l'on vient y établir une verrerie, peut-être la plus ancienne au pays du Verre et du Cristal, qui disparaît complètement pendant la guerre de Trente Ans. Le lieu de Speckbronn reste ensuite abandonné jusqu'au 14 juillet 1767, date à laquelle un arrêt du conseil d'État autorise Pierre Walter, maître-verrier à Goetzenbruck, et Adam Walter, son neveu, à y établir une scierie. Le 17 novembre 1776, un autre arrêt autorise Pierre Walter à transformer la scierie en un moulin à farine, à charge d'un cens annuel de 24 livres.